# Joannes Baptista Sproll

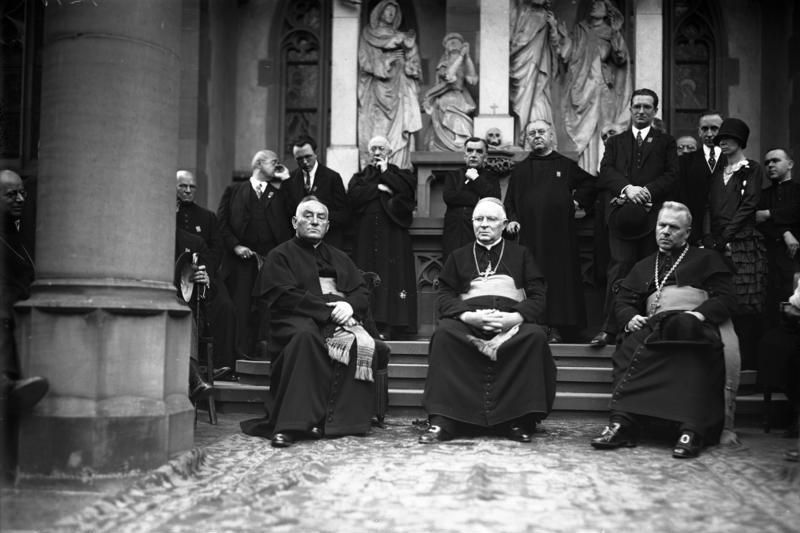
Festival d'Hildegard en 1929 à Bingen am Rhein : Sproll est à droite.

Joannes Baptista Sproll, ou Johannes Baptista Sproll (né le 2 octobre 1870 à Schweinhausen et mort le 4 mars 1949 à Rottenburg am Neckar), est le septième évêque catholique du diocèse de Rottenburg-Stuttgart et un opposant déclaré au régime national-socialiste. Sa devise est Fortiter in fide (fort dans la foi).

## Biographie
Joannes Baptista Sproll est issu d'un milieu modeste. Il est le fils du gardien de route Josef Sproll et de sa femme Anna Maria, née Freuer. Sproll étudie à l'école latine de Biberach et au lycée d'Ehingen. De 1890 à 1894, il étudie la théologie catholique à l'université Eberhard Karl de Tübingen. Le 16 juillet 1895, il est ordonné prêtre. En 1898, il obtient un doctorat avec une thèse sur l'histoire juridique et constitutionnelle de la Fondation Saint-Georges à Tübingen. Sproll est membre de l'association étudiante catholique KStV Alamannia Tübingen (de) dans l'Association du cartel des associations d'étudiants catholiques allemands (de).
En 1909, Sproll devient pasteur à Kirchen dans le grand-bailliage d'Ehingen (de). En 1912, il est élevé au statut de capitulaire de la cathédrale, qui est associé à un mandat dans la Chambre des seigneurs de Wurtemberg (de). En 1913, Sproll est nommé vicaire général et en 1915 évêque auxiliaire du diocèse de Rottenburg et évêque titulaire de Thebae Phthiotides (de). L'évêque Paul Wilhelm von Keppler (de) le consacre le 18 juin 1916. Les co-consécrateurs sont l'évêque de Mayence Georg Heinrich Maria Kirstein et l'évêque auxiliaire de Brixen Sigismund Waitz (de).
De 1919 à 1920, il est membre de l'Assemblée constituante de l'État populaire libre de Wurtemberg pour le Zentrum. De 1913 à 1928, Sproll, qui s'intéresse à l'histoire, est président de la traditionnelle Association d'antiquité du Sülchgau (de) à Rottenburg.
Sproll se fait également connaître pour son rejet du sport féminin, qu'il ne préconise pas pour des raisons d '«inconvenance».

## Élection de l'évêque
Lorsque l'évêque de longue date de Rottenburg, Paul Wilhelm von Keppler, meurt en juin 1926, on ne sait pas au départ comment le nouvel évêque sera désigné. Lors des précédentes élections épiscopales, le chapitre de la cathédrale avait le droit de proposer la fonction d'évêque, mais le roi de Wurtemberg avait le droit exclusif de nomination. Après la chute de la monarchie en 1918, le régime des églises de la couronne de Wurtemberg s'est effondré, de sorte que le chapitre de la cathédrale est initialement d'avis qu'il peut élire librement l'évêque. Le nonce sortant de l'Église catholique en Allemagne, Pacelli, qui deviendra plus tard le pape Pie XII, s'oppose au droit canonique en vigueur depuis 1917, selon lequel seul le pape a le droit de nommer des évêques. Il est finalement convenu que le Saint-Siège propose trois candidats parmi lesquels le chapitre de la cathédrale choisira le futur évêque.
Le Saint-Siège propose finalement l'élection de Joannes Baptista Sproll, du professeur de Breslau Ludwig Baur (de) et du directeur du Tübingen Wilhelms-Stift Georg Stauber. Sproll est élu nouvel évêque de Rottenburg avec six voix sur sept, et son intronisation est prévue pour avril 1927.
Cependant, après une demande faite à Rome pour la confirmation de l'élection et l'exécution de la bulle de nomination, le théologien moral de Tübingen et professeur Otto Schilling (de), qui aurait aimé se présenter au poste d'évêque et pour qui les candidats proposés sont trop libéraux, écrit une lettre de dénonciation à Pacelli, dans laquelle il dénonce tous ses collègues de Tübingen et accuse surtout Sproll d'être le père d'un enfant illégitime. Pacelli charge le candidat évêque Stauber de clarifier la question au lieu de parler à Sproll lui-même. Il découvre qu'il s'agit d'une tentative de vengeance par deux enseignants subordonnés à Sproll à Ehingen et que l'accusation n'est pas fondée.
Durant l'enquête, Rome a entre-temps laissé passer la date d'intronisation prévue pour Sproll, de sorte qu'elle n'a lieu que le 14 juin 1927. Sproll est ainsi nommé nouvel évêque du diocèse de Rottenburg et prend ses fonctions officielles.

## Résistance à la dictature nazie

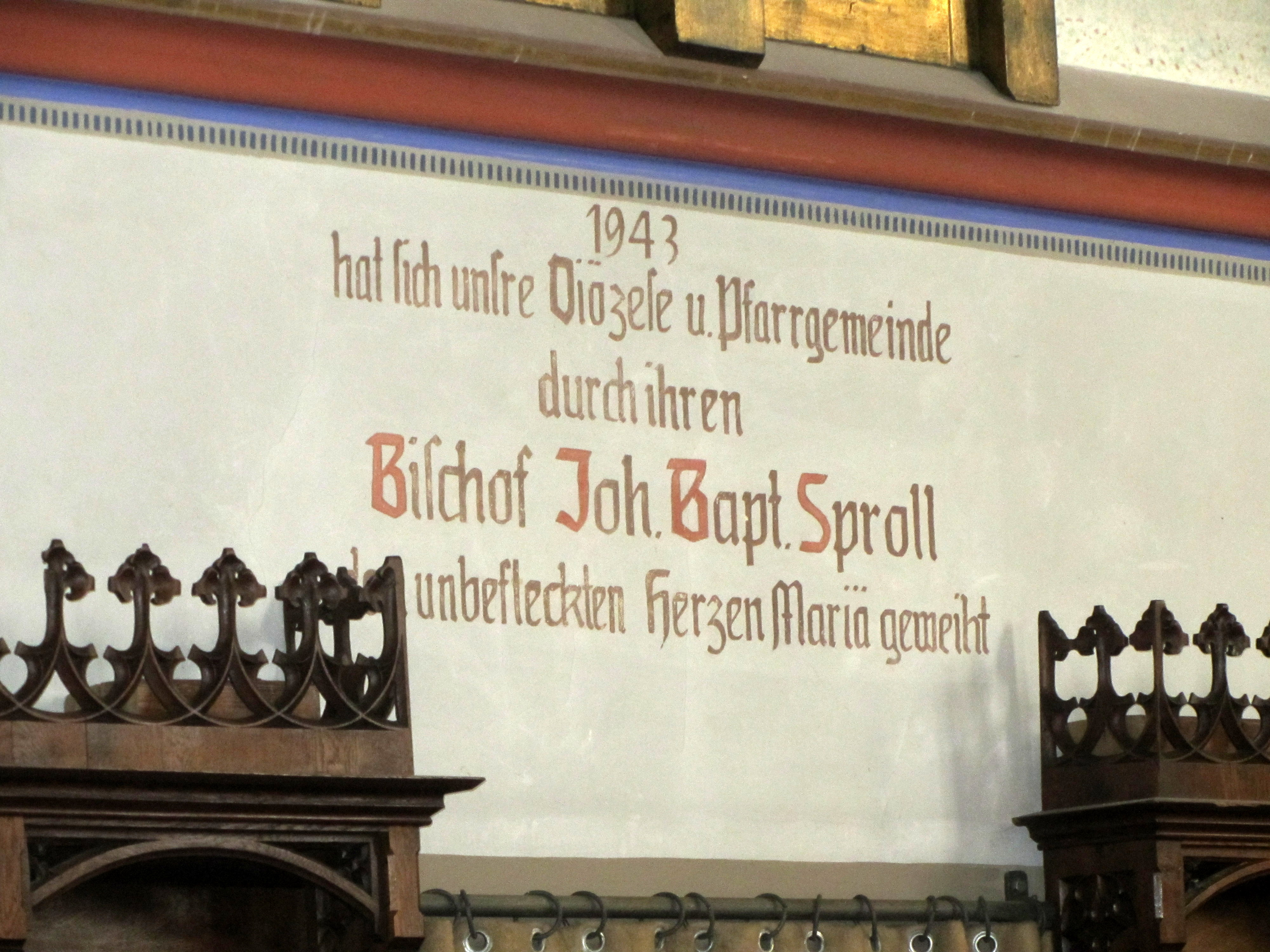
Inscription dans l'église Saint-Martin d'Erolzheim 1943.

Sproll reconnaît très tôt que « le national-socialisme est incompatible avec le christianisme » et prêche contre les nationaux-socialistes. À l'époque nazie, l'évêque prend publiquement position contre le régime terroriste. Son abstention lors du référendum sur l'annexion de l'Autriche le 10 avril 1938 conduit à une enquête et à des manifestations contre lui organisées par les dirigeants nationaux-socialistes. Le 23 juillet 1938, Sproll est expulsé de son diocèse, dans lequel il ne peut retourner qu'en 1945. Pendant ce temps, il vit à Krumbad. C'est précisément l'exil de Sproll de son diocèse, son refus de démissionner auprès du nonce de l'époque en Allemagne, Cesare Orsenigo, et son opposition précoce et inébranlable à l'arbitraire nazi qui lui ont valu le titre populaire de « martyre-évêque ». Le 5 juillet 1934 déjà, Sproll prononce un sermon au cours de la Conférence épiscopale de Fulda, qui, selon Franz X. Schmid, servit entre autres de modèle pour le projet de Faulhaber pour l'encyclique Mit brennender Sorge. « Bonifatius hält in der einen Hand das Kreuz, in der anderen das Evangelienbuch. Das ist das Sinnbild eines Apostelberufes, das Sinnbild einer goldenen Treue. […] Daneben aber erheben so manche die Axt, um die Kirche […] zu zertrümmern, das Kreuz, das er in deutschen Landen aufgerichtet, zusammenzutrümmern, das Bild des Gekreuzigten aus den Herzen des germanischen Volkes zu reißen. […] Das Christentum aber wird schwere Stürme aushalten müssen gegen diese angebliche ,Religion aus Blut und Rasse‘. Furchtlos sollt ihr festhalten am heiligen Erbe, das ihr von euren Eltern übernommen habt. ,Steht fest im Glauben!‘, mahnt der Apostel. » (Boniface tient la Croix dans une main et le livre des Évangiles dans l'autre. C'est le symbole d'un appel à être apôtre, le symbole d'une loyauté dorée. [...] Mais en même temps, certains brandissent la hache pour briser l'Église [...], pour briser la Croix qu'il a érigée sur les terres allemandes, pour arracher l'image du Crucifié du cœur du peuple germanique. […] Mais le christianisme devra résister à de violentes tempêtes contre cette prétendue « religion du sang et de la race ». Vous devez sans crainte vous accrocher à l'héritage sacré que vous avez hérité de vos parents. « Tenez ferme dans la foi ! » prévient l'apôtre.)
À l'occasion d'un pèlerinage le 19 septembre 1939, Sproll commente positivement les juifs et leur religion, comme l'indique une note de ses archives, mais négativement la Nuit de Cristal. Le 1er août 1940, l'archevêque Conrad Gröber, de Fribourg, et le vicaire général du diocèse de Rottenburg, Max Kottmann (de), protestent au nom de Sproll contre le programme d'euthanasie au centre d'extermination de Grafeneck, un an avant la manifestation publique de l'évêque de Münster Clemens August von Galen.

## Processus de béatification
Le 19 avril 2006, Mgr Gebhard Fürst dépose des souvenirs de l'évêque Joannes Baptista Sproll et du président de l'État du Wurtemberg, Eugen Bolz, dans l'église romane de San Bartolomeo all'Isola (dédiée à la mémoire des martyrs du XXe siècle). Lors de l'inauguration de la nouvelle Eugen-Bolz-Platz à Rottenburg am Neckar le 7 octobre 2007, Fürst déclare : « Un processus de béatification pour Mgr Joannes Baptista Sproll est en préparation depuis longtemps ». Le 20 janvier 2011, le groupe de travail Bishop Sproll est constitué. Grâce aux efforts de ce groupe, le 9 mai 2011, la procédure de béatification de Sproll est officiellement ouverte par un service solennel dans la Sülchenkirche près de Rottenburg am Neckar. La personne de Sproll peut maintenant être vénérée.

## Honneurs
Le Bischof-Sproll-Bildungszentrum à Biberach-Rißegg, situé près de son lieu de naissance, est nommé en son honneur.